# العقيبية
العقيبية قرية في منطقة جبلة في محافظة اللاذقية.